# Thaumastochelidae
Thaumastochelidae är en familj av kräftdjur. Thaumastochelidae ingår i överfamiljen Nephropoidea, ordningen tiofotade kräftdjur, klassen storkräftor, fylumet leddjur och riket djur. Enligt Catalogue of Life omfattar familjen Thaumastochelidae 3 arter. 
Kladogram enligt Catalogue of Life:
| Thaumastochelidae | \| \| Thaumastocheles \| \| \| \| \| \| Thaumastochelopsis \| \| \| \| |
|                   | \| \| Thaumastocheles \| \| \| \| \| \| Thaumastochelopsis \| \| \| \| |
|                   | humrar                                                                 |
|                   |                                                                        |
|                   | Thaumastocheles                                                        |
|                   |                                                                        |
|                   | Thaumastochelopsis                                                     |
|                   |                                                                        |

|  | Thaumastocheles    |
|  |                    |
|  | Thaumastochelopsis |
|  |                    |